# Grånavling
Grånavling (Arrhenia epichysium) är en svampart som först beskrevs av Christiaan Hendrik Persoon, och fick sitt nu gällande namn av Redhead, Lutzoni, Moncalvo & Vilgalys 2002. Enligt Catalogue of Life ingår Grånavling i släktet Arrhenia,  och familjen Tricholomataceae, men enligt Dyntaxa är tillhörigheten istället släktet Arrhenia,  och familjen trådklubbor. Arten är reproducerande i Sverige. Inga underarter finns listade i Catalogue of Life.

## Källor

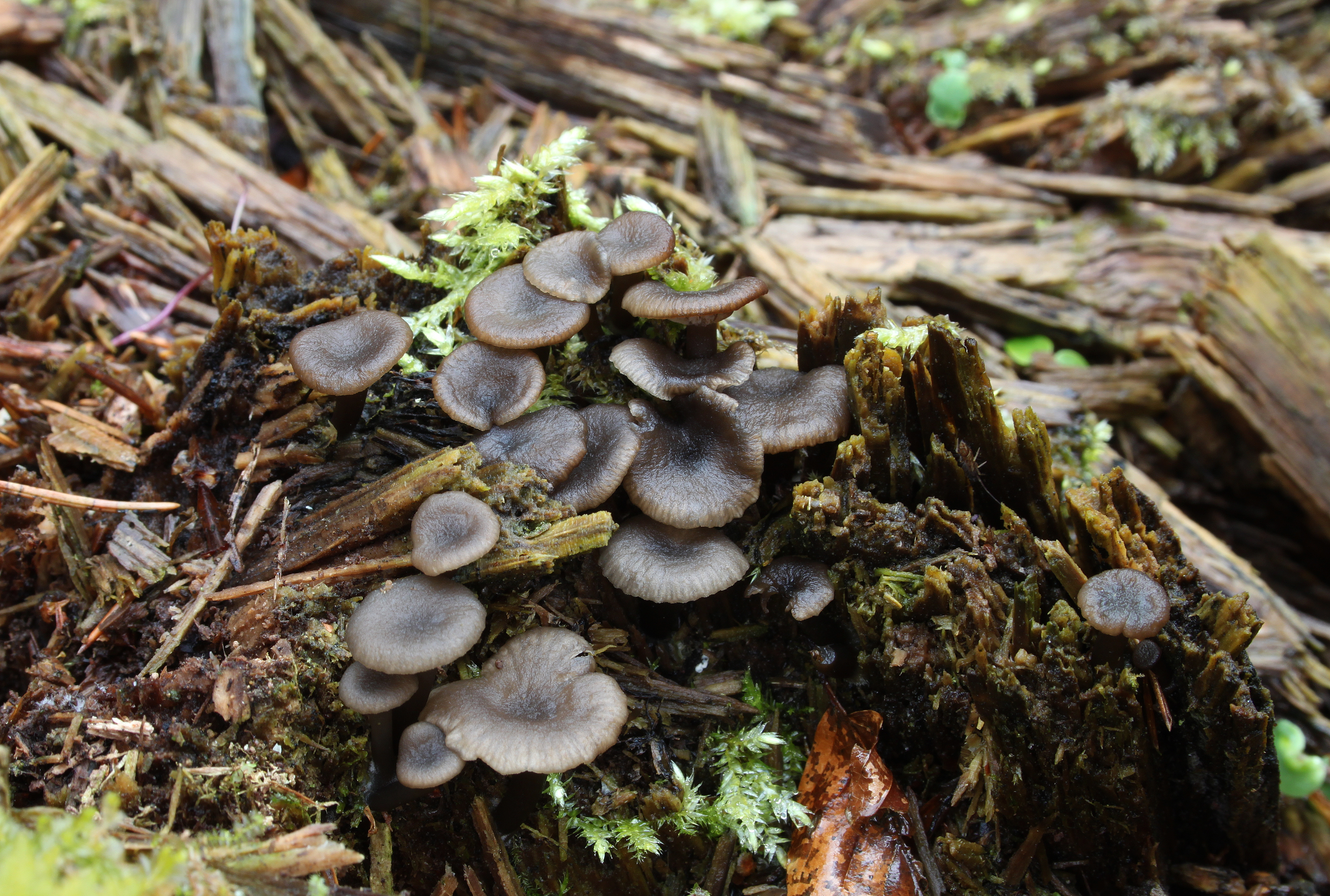
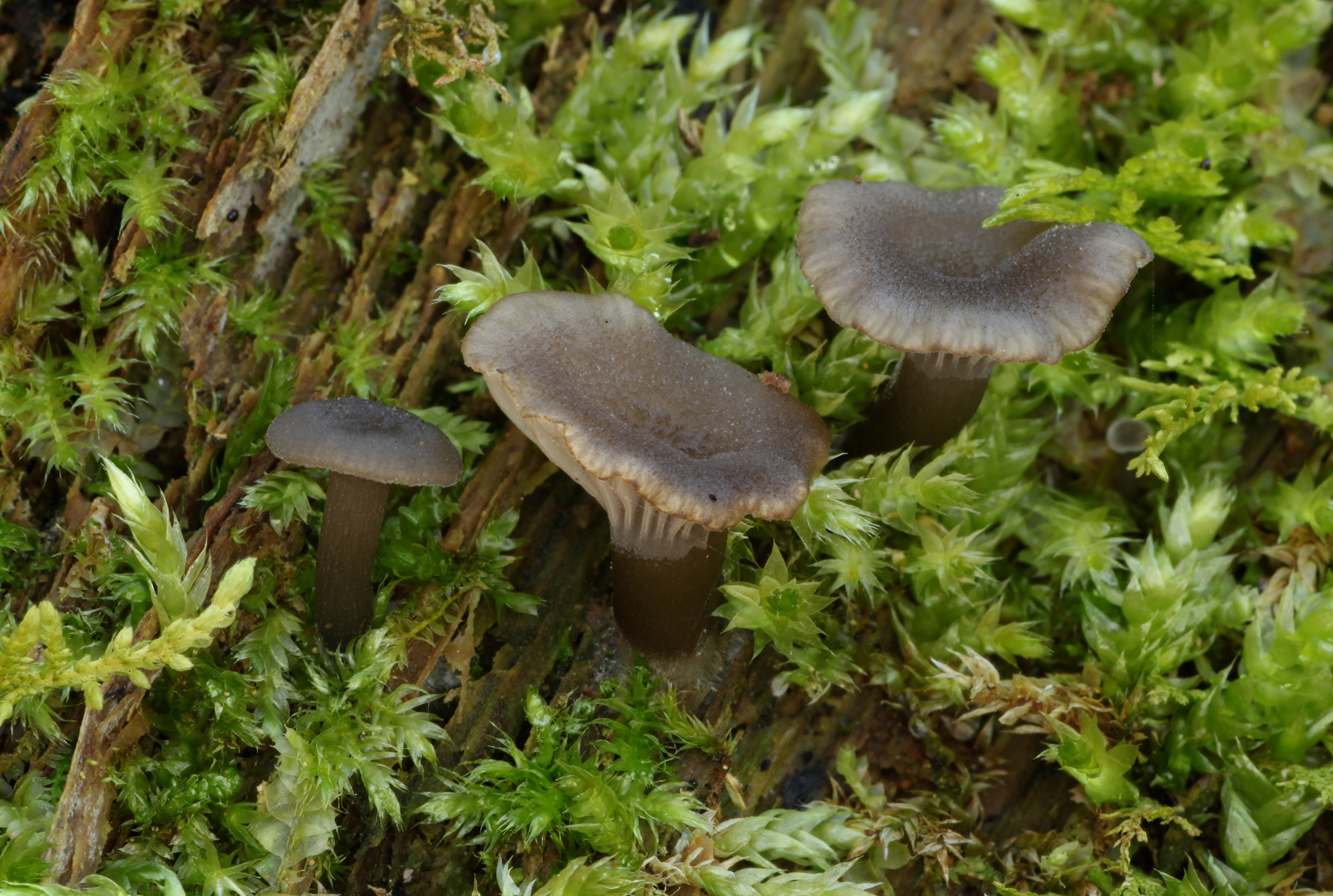